# Daniel Sikorski
Daniel Sikorski (ur. 2 listopada 1987 w Warszawie) – austriacki piłkarz polskiego pochodzenia występujący na pozycji napastnika.

## Kariera klubowa
Sikorski zaczął swoją karierę w juniorskim zespole SV Waidhofen, następnie grał w SKN St. Pölten, zdobywając w tym czasie dwukrotnie tytuł króla strzelców juniorskiej austriackiej Bundesligi. Przed sezonem 2005/2006 Sikorski przeszedł do Bayernu Monachium, gdzie trafił do drużyny rezerw. Występował w niej przez kolejne pięć sezonów. W tym czasie rozegrał 135 spotkań ligowych i zdobył 33 bramki. W sierpniu 2007 Sikorski trenował z pierwszym zespołem Bayernu. Po zakończeniu sezonu 2009/2010 jego kontrakt z Bayernem wygasł i Sikorski postanowił szukać nowego klubu.
Przebywał na testach w Śląsku Wrocław oraz Lechii Gdańsk. Ostatecznie jednak 24 czerwca 2010, Sikorski podpisał trzyletni kontrakt z Górnikiem Zabrze. 6 sierpnia 2010, w meczu z Polonią Warszawa, Sikorski zadebiutował w Ekstraklasie, zaś 31 października 2010, w spotkaniu z Legią Warszawa, strzelił pierwszego gola w lidze. Po udanym sezonie zawodnika kupiła Polonia Warszawa, gdzie przeszedł razem z Róbertem Ježem, a w ramach transakcji wiązanej do Górnika trafił Daniel Gołębiewski. W czerwcu 2012 rozwiązał kontrakt z Polonią, a następnie podpisał roczną umowę z Wisłą Kraków. W nowych barwach zadebiutował 11 sierpnia 2012, w wygranym 5:0 meczu Pucharu Polski z Lubońskim KS. Po zakończeniu sezonu 2012/2013 Sikorski opuścił klub na zasadzie wolnego transferu.
W lipcu 2013 przebywał na testach w niemieckim MSV Duisburg. 24 września 2013, Sikorski podpisał dwuletni kontrakt ze szwajcarskim FC Sankt Gallen. Z początkiem sezonu 2015/2016 rozpoczął występy w austriackim SV Ried, z którego odszedł po sezonie.
15 października 2016, Sikorski podpisał kontrakt z rosyjskim drugoligowcem FK Chimki. Na rosyjskich boiskach zadebiutował 26 października 2016, w meczu 14. kolejki z Bałtiką Kaliningrad. W następnej kolejce, 2 listopada 2016, strzelił swojego pierwszego gola dla nowego klubu, w spotkaniu przeciwko drugiej drużynie Zenitu Petersburg.
31 stycznia 2017, podpisał kontrakt z rumuńskim klubem Gaz Metan Mediaș.
W sezonie 2017/2018 występował w cypryjskim pierwszoligowcu Pafos FC, a kolejny sezon spędził w innym cypryjskim klubie – Nea Salamina Famagusta.
24 września 2019, napastnik podpisał kontrakt z hiszpańskim trzecioligowcem CD Guijuelo.
W lipcu 2023 ogłosił koniec kariery sportowej i został dyrektorem sportowym w cypryjskim klubie Aris Limassol.

## Kariera reprezentacyjna
Sikorski ma za sobą występy w juniorskich i młodzieżowych reprezentacjach Austrii. Z kadrą do lat 19 wystąpił w 2006 roku na Mistrzostwach Europy, gdzie Austria dotarła do półfinału, przegrywając z późniejszym triumfatorem rozgrywek, Hiszpanią.

## Statystyki
Stan na 13 października 2021.
| Klub                   | Sezon              | Liga                      | Liga    | Liga   | Puchar kraju | Puchar kraju | Suma    | Suma   |
| Klub                   | Sezon              | Poziom                    | Występy | Bramki | Występy      | Bramki       | Występy | Bramki |
| ---------------------- | ------------------ | ------------------------- | ------- | ------ | ------------ | ------------ | ------- | ------ |
| Bayern Monachium II    | 2005/2006          | Regionalliga Süd          | 11      | 1      | —            | —            | 11      | 1      |
| Bayern Monachium II    | 2006/2007          | Regionalliga Süd          | 28      | 3      | —            | —            | 28      | 3      |
| Bayern Monachium II    | 2007/2008          | Regionalliga Süd          | 28      | 12     | —            | —            | 28      | 12     |
| Bayern Monachium II    | 2008/2009          | 3. Liga                   | 35      | 10     | —            | —            | 35      | 10     |
| Bayern Monachium II    | 2009/2010          | 3. Liga                   | 33      | 7      | —            | —            | 33      | 7      |
| Bayern Monachium II    | Łącznie            | Łącznie                   | 135     | 33     | —            | —            | 135     | 33     |
| Górnik Zabrze          | 2010/2011          | Ekstraklasa               | 26      | 6      | 1            | 0            | 27      | 6      |
| Polonia Warszawa       | 2011/2012          | Ekstraklasa               | 15      | 0      | 0            | 0            | 15      | 0      |
| Wisła Kraków           | 2012/2013          | Ekstraklasa               | 19      | 1      | 4            | 0            | 23      | 1      |
| Sankt Gallen           | 2013/2014          | Swiss Super League        | 8       | 1      | 2            | 2            | 10      | 3      |
| SV Ried                | 2015/2016          | Bundesliga                | 20      | 3      | 2            | 4            | 22      | 7      |
| FK Chimki              | 2016/2017          | FNL                       | 10      | 4      | 1            | 0            | 11      | 4      |
| Gaz Metan Mediaș       | 2016/2017          | Liga I                    | 15      | 4      | 0            | 0            | 15      | 4      |
| Pafos FC               | 2017/2018          | Protathlima A’ Kategorias | 28      | 7      | 5            | 1            | 33      | 8      |
| Nea Salamina Famagusta | 2018/2019          | Protathlima A’ Kategorias | 25      | 0      | 2            | 0            | 27      | 0      |
| CD Guijuelo            | 2019/2020          | Segunda División B        | 12      | 2      | 1            | 0            | 13      | 2      |
| Aris Limassol          | 2020/2021          | Protathlima B’ Kategorias | 33      | 24     | 0            | 0            | 33      | 24     |
| Aris Limassol          | 2021/2022          | Protathlima A’ Kategorias | 5       | 1      | 1            | 1            | 6       | 2      |
| Aris Limassol          | Łącznie            | Łącznie                   | 38      | 25     | 1            | 1            | 39      | 26     |
| Łącznie w karierze     | Łącznie w karierze | Łącznie w karierze        | 351     | 86     | 19           | 8            | 370     | 94     |

## Życie osobiste
Sikorski urodził się w Polsce, jednakże po krótkim czasie wraz ze swoimi rodzicami przeniósł się do Austrii, gdzie piłkarską karierę kontynuował jego ojciec Witold.

## Sukcesy

### Indywidualne
- Najlepszy piłkarz Protathlima B’ Kategorias: 2020/21[22]